# Pontafelbahn
| Strecke                             |        | von Venedig                                            | von Venedig                                            |
| Abzweig geradeaus und von rechts    |        | von Cervignano                                         | von Cervignano                                         |
| Bahnhof                             | 0,000  | Udine                                                  | Udine                                                  |
| Abzweig geradeaus und nach rechts   |        | nach Triest und nach Cividale                          | nach Triest und nach Cividale                          |
| Abzweig geradeaus und von rechts    |        | von Triest und Cervignano (Umfahrung Udine)            | von Triest und Cervignano (Umfahrung Udine)            |
| Überleitstelle / Spurwechsel        | 4,493  | PM Vat                                                 | PM Vat                                                 |
| Haltepunkt / Haltestelle            | 11,975 | Tricesimo San Pelagio bis 2001 Bahnhof                 | Tricesimo San Pelagio bis 2001 Bahnhof                 |
| Tunnel                              |        |                                                        |                                                        |
| Bahnhof                             | 18,348 | Tarcento                                               | Tarcento                                               |
| Haltepunkt / Haltestelle            | 22,147 | Artegna                                                | Artegna                                                |
| Abzweig geradeaus und von links     |        | von Sacile                                             | von Sacile                                             |
| Bahnhof                             | 28,199 | Gemona del Friuli                                      | Gemona del Friuli                                      |
| Tunnel                              |        |                                                        |                                                        |
| Haltepunkt / Haltestelle            | 34,895 | Venzone                                                | Venzone                                                |
| Bahnhof                             | 39,669 | Carnia                                                 | Carnia                                                 |
| Brücke über Wasserlauf              | 40,412 | Rio-Togliezzo-Brücke (33 m)                            | Rio-Togliezzo-Brücke (33 m)                            |
| Brücke über Wasserlauf              | 40,648 | Pontebbana-e-Fella-Viadukt (1004 m), (Tagliamento)     | Pontebbana-e-Fella-Viadukt (1004 m), (Tagliamento)     |
| Strecke mit Straßenbrücke           |        | „Alpen-Adria-Autobahn“ A23                             | „Alpen-Adria-Autobahn“ A23                             |
| Tunnelanfang                        | 41,669 | Campiolo-Monte-Palis-Tunnel (5575 m)                   | Campiolo-Monte-Palis-Tunnel (5575 m)                   |
| Tunnelende                          | 47,244 |                                                        |                                                        |
| Brücke                              | 47,280 | Val-Aupa-Viadukt (209 m)                               | Val-Aupa-Viadukt (209 m)                               |
| Tunnelanfang                        | 47,538 | Zuc-del-Bor-Tunnel (9222 m)                            | Zuc-del-Bor-Tunnel (9222 m)                            |
| Tunnelende                          | 56,760 |                                                        |                                                        |
| Brücke                              | 56,760 | Saletto-Pontedimuro-Viadukt (115 m)                    | Saletto-Pontedimuro-Viadukt (115 m)                    |
| Tunnelanfang                        | 56,875 | Le-Piche-San-Rocco-Tunnel (4057 m)                     | Le-Piche-San-Rocco-Tunnel (4057 m)                     |
| Tunnelende                          | 60,932 |                                                        |                                                        |
| Bahnhof                             | 62,576 | Pontebba                                               | Pontebba                                               |
| Brücke                              |        | „Alpen-Adria-Autobahn“ A23                             | „Alpen-Adria-Autobahn“ A23                             |
| Tunnelanfang                        | 64,208 | San-Leopoldo-Tunnel (5716 m)                           | San-Leopoldo-Tunnel (5716 m)                           |
| Tunnelende                          | 69,924 |                                                        |                                                        |
| Brücke                              | 69,947 | Rio-Bianco-Brücke (25 m)                               | Rio-Bianco-Brücke (25 m)                               |
| ehemaliger Haltepunkt / Haltestelle | 69,980 | Bagni Santa Caterina bis 2003                          | Bagni Santa Caterina bis 2003                          |
| Tunnelanfang                        | 70,006 | Malborghetto-Tunnel (8067 m)                           | Malborghetto-Tunnel (8067 m)                           |
| Tunnelende                          | 78,073 |                                                        |                                                        |
| Brücke                              | 78,106 | Ugovizza-1-Brücke (100 m) (Strada Statale 13)          | Ugovizza-1-Brücke (100 m) (Strada Statale 13)          |
| Strecke mit Straßenbrücke           | 78,289 | Ugovizza-2-Brücke (225 m) („Alpen-Adria-Autobahn“ A23) | Ugovizza-2-Brücke (225 m) („Alpen-Adria-Autobahn“ A23) |
| Brücke                              | 78,624 | Ugovizza-3-Brücke (250 m)                              | Ugovizza-3-Brücke (250 m)                              |
| Bahnhof                             | 79,249 | Ugovizza Valbruna                                      | Ugovizza Valbruna                                      |
| Tunnelanfang                        | 79,869 | Camporosso-Tunnel (6934 m)                             | Camporosso-Tunnel (6934 m)                             |
| Tunnelende                          | 86,804 |                                                        |                                                        |
| Brücke                              |        | Presling-Viadukt (297 m)                               | Presling-Viadukt (297 m)                               |
| Tunnelanfang                        | 87,100 | Tarvisio-Tunnel (1052 m)                               | Tarvisio-Tunnel (1052 m)                               |
| Tunnelende                          | 88,152 |                                                        |                                                        |
| Bahnhof                             | 88,790 | Tarvisio Boscoverde                                    | Tarvisio Boscoverde                                    |
| Strecke                             |        | Rudolfsbahn nach Villach                               | Rudolfsbahn nach Villach                               |

| Strecke                                                  |        | von Venedig                                          | von Venedig                                          |
| Abzweig geradeaus und von rechts                         |        | von Cervignano                                       | von Cervignano                                       |
| Bahnhof                                                  | 0,000  | Udine                                                | Udine                                                |
| Abzweig geradeaus und nach rechts                        |        | nach Triest und Cividale                             | nach Triest und Cividale                             |
| Abzweig geradeaus und von rechts                         |        | von Triest und Cervignano (Umfahrung Udine)          | von Triest und Cervignano (Umfahrung Udine)          |
| Überleitstelle / Spurwechsel                             | 4,493  | PM Vat                                               | PM Vat                                               |
| Bahnhof (Strecke außer Betrieb)                          | 9,051  | Reana del Rojale                                     | Reana del Rojale                                     |
| Haltepunkt / Haltestelle (Strecke außer Betrieb)         | 12,046 | San Pelagio                                          | San Pelagio                                          |
| Bahnhof (Strecke außer Betrieb)                          | 14,431 | Tricesimo                                            | Tricesimo                                            |
| Bahnhof (Strecke außer Betrieb)                          | 18,923 | Tarcento                                             | Tarcento                                             |
| Bahnhof (Strecke außer Betrieb)                          | 22,385 | Artegna                                              | Artegna                                              |
| Abzweig geradeaus und von links (Strecke außer Betrieb)  |        | von Sacile                                           | von Sacile                                           |
| Bahnhof (Strecke außer Betrieb)                          | 28,477 | Gemona del Friuli                                    | Gemona del Friuli                                    |
| Bahnhof (Strecke außer Betrieb)                          | 35,170 | Venzone                                              | Venzone                                              |
| Bahnhof (Strecke außer Betrieb)                          | 40,119 | Carnia                                               | Carnia                                               |
| Abzweig geradeaus und nach links (Strecke außer Betrieb) |        | Bahnstrecke Carnia–Tolmezzo–Villa Santina            | Bahnstrecke Carnia–Tolmezzo–Villa Santina            |
| Bahnhof (Strecke außer Betrieb)                          | 45,333 | Moggio                                               | Moggio                                               |
| Bahnhof (Strecke außer Betrieb)                          | 48,053 | Resiutta                                             | Resiutta                                             |
| Bahnhof (Strecke außer Betrieb)                          | 56,146 | Chiusaforte                                          | Chiusaforte                                          |
| Bahnhof (Strecke außer Betrieb)                          | 60,160 | Dogna                                                | Dogna                                                |
| Bahnhof (Strecke außer Betrieb)                          | 65,661 | Pietratagliata                                       | Pietratagliata                                       |
| Bahnhof (Strecke außer Betrieb)                          | 69,127 | Pontebba                                             | Pontebba                                             |
| Kulminations-/Scheitelpunkt (Strecke außer Betrieb)      |        | Saifnitzer Sattel (Sella di Camporosso) 816 m s.l.m. | Saifnitzer Sattel (Sella di Camporosso) 816 m s.l.m. |
| Bahnhof (Strecke außer Betrieb)                          | 72,038 | Laglesie San Leopoldo                                | Laglesie San Leopoldo                                |
| Bahnhof (Strecke außer Betrieb)                          | 76,146 | Bagni di Lusnizza                                    | Bagni di Lusnizza                                    |
| Haltepunkt / Haltestelle (Strecke außer Betrieb)         | 80,066 | Malborghetto                                         | Malborghetto                                         |
| Bahnhof (Strecke außer Betrieb)                          | 82,651 | Ugovizza                                             | Ugovizza                                             |
| Kreuzung (Strecken außer Betrieb)                        |        | Neue Bahntrasse                                      | Neue Bahntrasse                                      |
| Haltepunkt / Haltestelle (Strecke außer Betrieb)         | 85,059 | Valbruna                                             | Valbruna                                             |
| Strecke mit Straßenbrücke (Strecke außer Betrieb)        |        | „Alpen-Adria-Autobahn“ A23                           | „Alpen-Adria-Autobahn“ A23                           |
| Bahnhof (Strecke außer Betrieb)                          | 88,233 | Camporosso in Valcanale                              | Camporosso in Valcanale                              |
| Haltepunkt / Haltestelle (Strecke außer Betrieb)         | 91,672 | Tarvisio Città                                       | Tarvisio Città                                       |
| Abzweig geradeaus und von rechts (Strecke außer Betrieb) |        | von Jesenice                                         | von Jesenice                                         |
| Bahnhof (Strecke außer Betrieb)                          | 93,586 | Tarvisio Centrale                                    | Tarvisio Centrale                                    |
| Strecke (außer Betrieb)                                  |        | Rudolfsbahn nach Villach                             | Rudolfsbahn nach Villach                             |
|                                                          |        |                                                      |                                                      |
| Quellen:                                                 |        |                                                      |                                                      |

Die Pontafelbahn, italienisch Pontebbana, ist eine knapp 89 Kilometer lange, zweigleisige elektrifizierte Bahnstrecke zwischen Udine und Tarvisio im Verlauf der Eisenbahnverbindung von Venedig nach Villach. Sie quert die südlichen Alpen in der italienischen Region Friaul-Julisch Venetien. Im 4 Kilometer langen Streckenabschnitt Udine–PM Vat ist die Strecke bislang nur eingleisig.
Seit November 2000 ist eine Neubaustrecke mit komplett neuer Trassenführung und einer Höchstgeschwindigkeit von 180 km/h in Betrieb. Von Udine bis Carnia folgt die Bahnstrecke weitgehend dem bis 1995 bestehenden Verlauf, während die Strecke von Carnia bis Tarvis völlig neu trassiert wurde. Nur im Bahnhof Pontebba, im Bereich des Bahnhofes Ugovizza Valbruna und bei der Staatsgrenze zu Österreich bei Thörl-Maglern treffen einander neue und alte Strecke. Bei einer Entfernung von 49,1 km liegen zwischen Carnia und Tarvis 40,6 km in Tunnel. Über die Neubaustrecke benötigen vom Bahnhof Udine bis zum Bahnhof Tarvisio Boscoverde durchfahrende Fernreisezüge bei guten Streckenverhältnissen nur rund 45 Minuten, während die Fahrtzeit über die alte Strecke rund 100 Minuten betrug.

## Geschichte

### Planung
Bereits in den 1860er Jahren gab es Überlegungen, zusätzlich zur bestehenden Südbahn über Marburg an der Drau (heute Maribor) und Laibach eine weitere Bahnlinie im Anschluss an die Rudolfsbahn von Villach nach Triest zu bauen. Dabei standen zwei Trassen zur Wahl: Einerseits eine über den Predilpass bis nach Görz, wo Anschluss an das bestehende Netz in Richtung Triest und Udine bestand. Die zweite Möglichkeit war eine Streckenführung über Pontafel nach Udine, ebenfalls mit Anschluss an die bereits bestehende Strecke über Görz nach Triest.

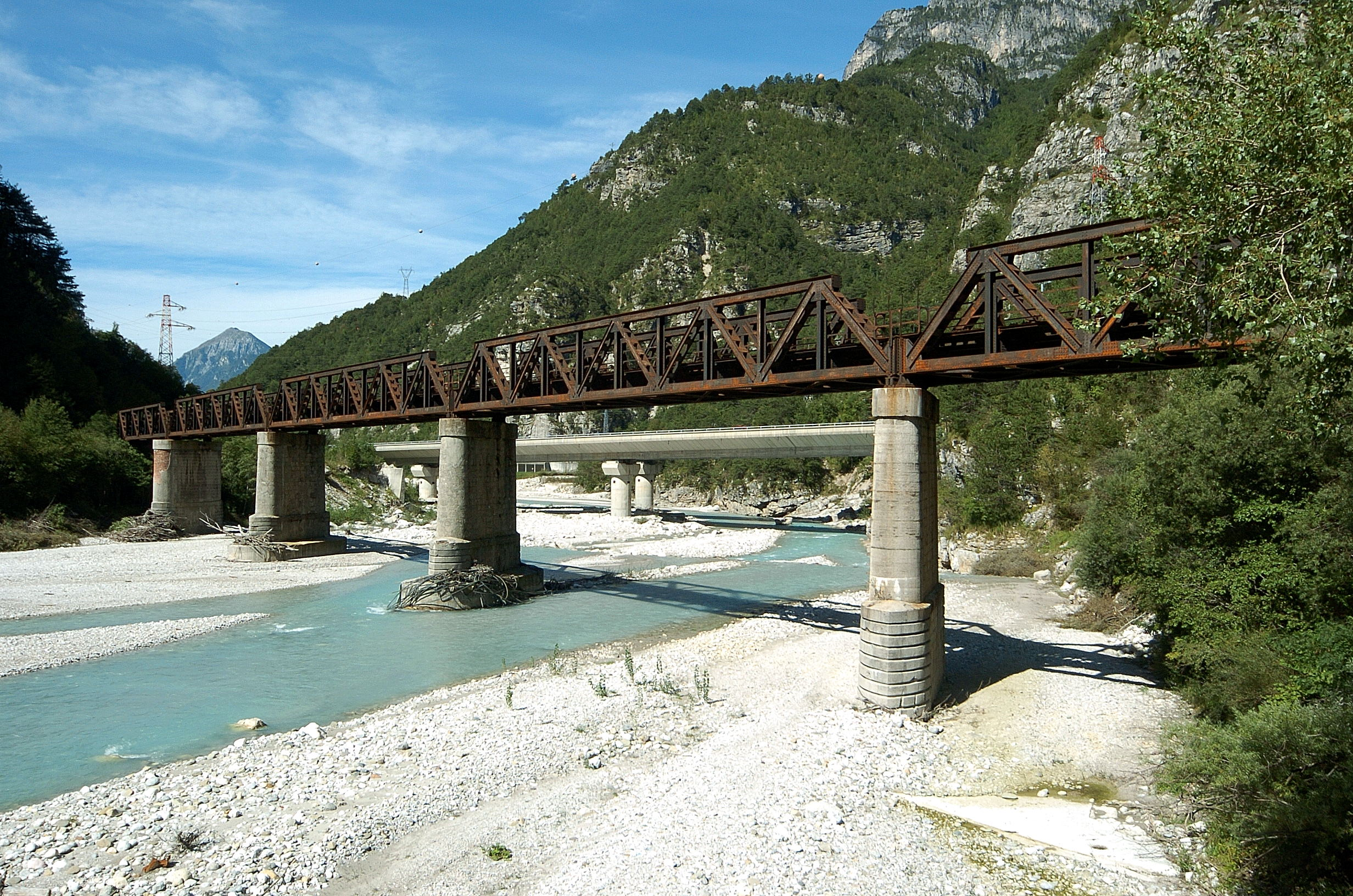
Brücke der alten Pontafelbahn bei Chiusaforte

### Bau und Betrieb
Da große Teile von Friaul und Venetien 1866 italienisch wurden, kam für Österreich nur noch die Variante über Predil nach Görz in Frage. Diese wurde jedoch nie gebaut. Später entschloss man sich, mit einem Seitenast als k.k. Staatsbahn Tarvis–Pontafel eine Verbindung zum italienischen Netz in Pontafel herzustellen. Die Eröffnung der 24,7 Kilometer langen Strecke erfolgte schließlich am 11. Oktober 1879 für den lokalen und am 30. Oktober 1879 für den internationalen Verkehr. Der weitere Streckenverlauf von Pontafel nach Udine verlief durch kleine Galerien und Viadukte im Fella-Tal und wurde immer wieder von schwereren Naturereignissen wie zum Beispiel Erdbeben heimgesucht. Die Betreiber konnten sich in Pontafel (heute Pontebba) nicht auf einen Gemeinschaftsbahnhof einigen, daher gab es lange Zeit zwei Bahnhöfe, einen in Pontafel selbst, einen weiteren im Stadtteil Pontebba.
Die im Jahr 1879 offiziell eröffnete Pontafelbahn verbindet somit im weiteren Sinn Triest, Udine, Pontafel, Villach, Salzburg und München.

### Unfälle
Am 14. August 1918 ereignete sich ein schwerer Eisenbahnunfall im Bahnhof von Uggowitz. Aufgrund einer falsch gestellten Weiche stießen zwei Fronturlauberzüge zusammen. 11 Menschen starben.

### Planung der Neubaustrecke
Weil die alte Strecke öfters wegen schwerer Naturereignisse unterbrochen war und diese auch von den starken Erdbeben in den Jahren 1976 und 1978 heimgesucht wurde, begannen Ende der 1970er Jahre die Bauarbeiten für die Neubaustrecke. Die Strecke wurde abschnittsweise von Süd nach Nord eröffnet, wobei das letzte Teilstück von Ugovizza Valbruna nach Tarvis erst am 26. November 2000 zusammen mit dem neuen Bahnhof eröffnet wurde. Der alte Grenzbahnhof Tarvisio Centrale ist seither mit allen angrenzenden Gebäuden dem Verfall preisgegeben und zu einem beliebten Lost Place geworden. Laut Urban Explorern ist beim Betreten des alten Bahnhofs allerdings Vorsicht geboten, da dieser viel Asbest enthalten soll.

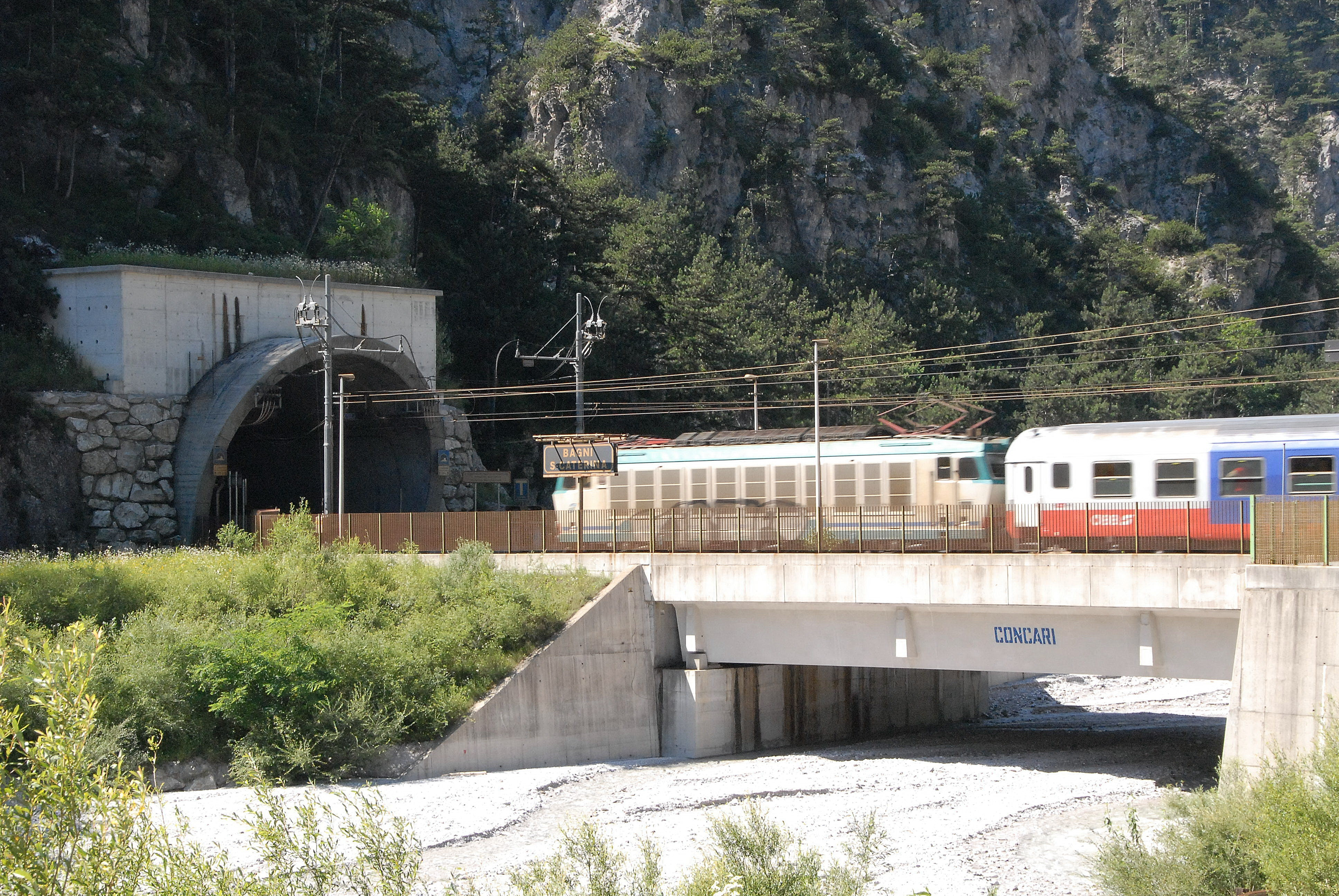
Eisenbahnstrecke Pontafelbahn bei der aufgelassenen Haltestelle Bagni Santa Caterina

## Streckenbeschreibung Neubaustrecke Pontebbana

### Hoch- und Kunstbauten

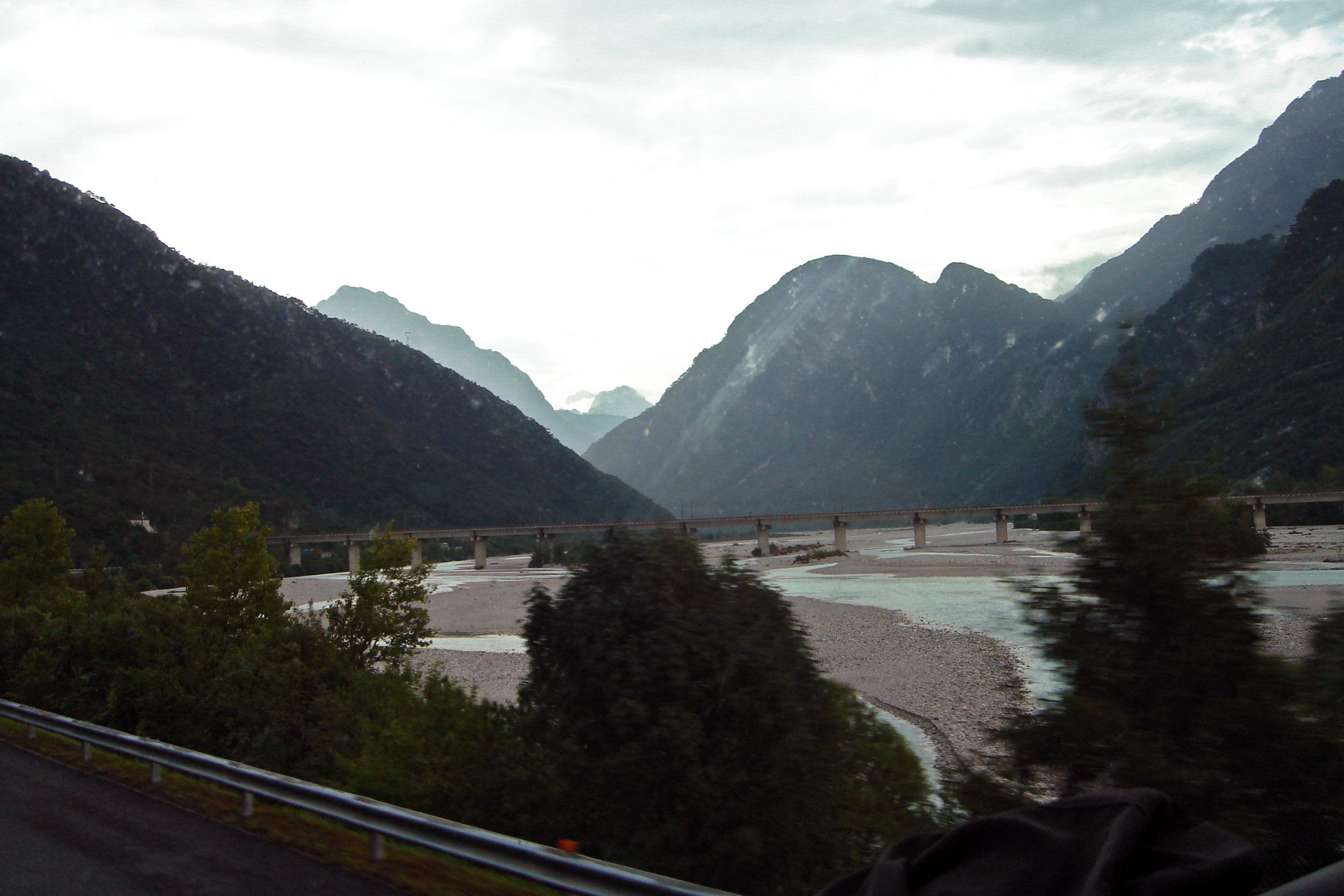
Pontebbana-e-Fella-Viadukt (August 2011)

Die Neubaustrecke führt durch acht längere Tunnel. Der Zuc dal Bor-Tunnel zwischen Carnia und Pontebba ist mit einer Länge von rund 9,2 Kilometern der längste. Von der Strada Statale 13 gibt es einige Zufahrten zu den Notausgängen der Tunnel. Im gesamten Streckenverlauf gibt es 16 längere Talübergänge beziehungsweise Brücken; der Pontebbana-e-Fella-Viadukt ist der längste, er führt über den Fluss Fella und liegt unweit nördlich des Bahnhofes Carnia.

### Streckenverlauf der Neubaustrecke

#### Udine – Gemona del Friuli
Im Bahnhof von Udine verlässt die Pontafelbahn den Bahnhof links und führt zunächst eingleisig bis zum Posto Movimento Vat, der nach dem Stadtteil Udine Vat benannt ist. Entlang diesem Streckenabschnitt befinden sich fünf Eisenbahnkreuzungen, welche zugleich die einzigen entlang der gesamten Strecke sind. Beim Posto Movimento Vat trifft die Umfahrungsstrecke Udine, die bis auf wenige Ausnahmen nur durch Güterzüge befahren wird, auf die Pontafelbahn. Ab dort ist diese zweigleisig ausgeführt. Beim Kilometer 5,858 beginnt weiterhin der mit der Zugsicherung RS4 Codici ausgestattete Abschnitt. Bei einer Steigung von rund zehn Promille führt die Strecke vorbei an sieben Blockstellen, einer RTB-Anlage für beide Fahrtrichtungen und der Haltestelle Tricesimo San Pelagio zum Bahnhof Tarcento. Die im Kilometer 9,084 befindliche RTB-Anlage dient zur Kontrolle der Temperatur der Radsätze und ist mit dem Ausfahrsignal des Bahnhofes Tarcento verbunden. Sollte es bei der Vorbeifahrt eines Zuges zu einem Alarm kommen, wird der Zug im Bahnhof Tarcento angehalten um den betroffenen Wagen zu überprüfen.
Nach weiteren vier Blockstellen und der Haltestelle Artegna folgt der Bahnhof Gemona del Friuli, der über zahlreiche Gleise verfügt. Die eingleisige Bahnstrecke Sacile-Gemona del Friuli erreicht die Pontafelbahn kurz vor dem Bahnhof Gemona.

#### Gemona del Friuli – Tarvisio
Bei einer weiteren Steigung von neun Promille folgt nach fünf Blockstellen, einer RTB-Anlage im Kilometer 35,103, die nur für die Fahrtrichtung Norden dient und mit dem Ausfahrsignal Carnia verbunden ist, sowie der Haltestelle Venzone schließlich der Bahnhof Carnia. In diesem Streckenabschnitt wurde der Oberbau als feste Fahrbahn ausgeführt.

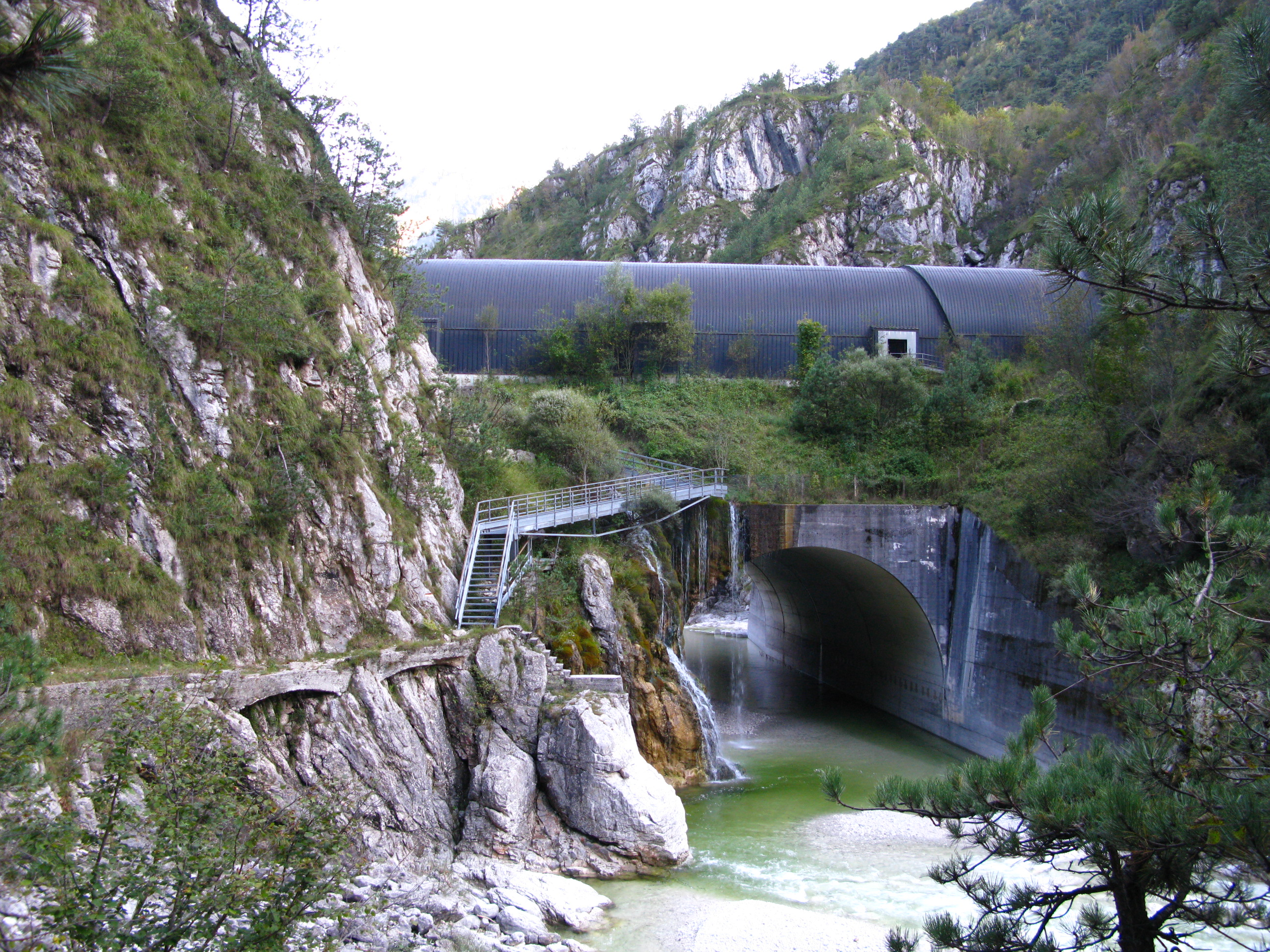
Die tunnelartige Verbindung von Campiolo- und Monte-Palis-Tunnel überquert den Fluss Torrente Glagno bei Campiolo

Kurz nach dem Bahnhof führt die Strecke über die 33 Meter lange Rio-Togliezzo-Brücke, nach weiteren 200 Metern über den 1003 Meter langen Pontebbana-e-Fella-Viadukt über die Alpen-Adria-Autobahn (A23) hinweg in den Campiolo-Tunnel. Dieser ist aus klimatischen Gründen direkt mit dem Monte-Palis-Tunnel verbunden und liegt in einer Neigung von 14,37 ‰. Der Campiolo-Monte-Palis-Tunnel wird nur durch den 209 Meter langen Val-Aupa-Viadukt vom Zuc-dal-Bor-Tunnel getrennt, der 9222 Meter lang ist und in einer Neigung von 14,47 ‰ liegt. Der Saletto-Pontedimuro-Viadukt mit einer Länge von 115 Metern verbindet den Zuc-dal-Bor-Tunnel mit dem 4075 Meter langen Le-Piche-San-Rocco-Tunnel.
Nach dem Tunnel folgt der Bahnhof Pontebba, wo die Reste des Güterbahnhofes mit der ehemaligen Zollabfertigung zu sehen sind, die nach Wegfall der Grenzkontrollen im entstandenen Schengen-Raum überflüssig wurde. Der Bahnhof wurde auf vier Gleise rückgebaut, von denen drei mit Bahnsteigen ausgestattet sind. Das Südportal des 5716 Meter langen San-Leopoldo-Tunnels schließt an den Bahnhof Pontebba an. Der San-Leopoldo-Tunnel liegt in einer Neigung von 14,73 ‰, die die maximale Neigung der Strecke Udine -Tarvisio Boscoverde darstellt. Die 2003 aufgrund zu geringer Fahrgastzahlen stillgelegte Haltestelle Bagni Santa Caterina liegt unmittelbar zwischen dem S.-Leopoldo- und dem 8067 Meter langen Malborghetto-Tunnel. Der Bahnsteig dieser Haltestelle reichte rund 100 Meter in den Tunnel. Am Ostportal des Malborghetto-Tunnels schließen die drei Ugovizza-Viadukte an, die über die Strada Statale 13, die alte Bahnstrecke, die Fella sowie die Alpen-Adria-Autobahn (A23) führen. Darauf folgend liegt der unbesetzte, neu errichtete Bahnhof Ugovizza Valbruna, dem der 6934 Meter lange Camporosso-Tunnel folgt. Der Priesnig-Viadukt verbindet den Camporosso- mit dem 1052 Meter langen Tarvisio-Tunnel, an den sich der Bahnhof Tarvisio Boscoverde anschließt. Einige Abstellgleise des Bahnhofes reichen bis in den Tunnel. Beim Einfahrsignal des Bahnhofes im Kilometer 87,192 endet der mit RS4 Codici ausgestattete Abschnitt. Im Bahnhof Tarvisio Boscoverde findet für internationale Züge, die nicht mit Mehrsystemlokomotiven bespannt sind, der Lokomotivwechsel statt. Nach Tarvisio Boscoverde in Richtung Villach befindet sich der 3267 Meter lange Leila-Tunnel, in dem die maximale Neigung der gesamten Strecke zu finden ist.

## Alte Trasse

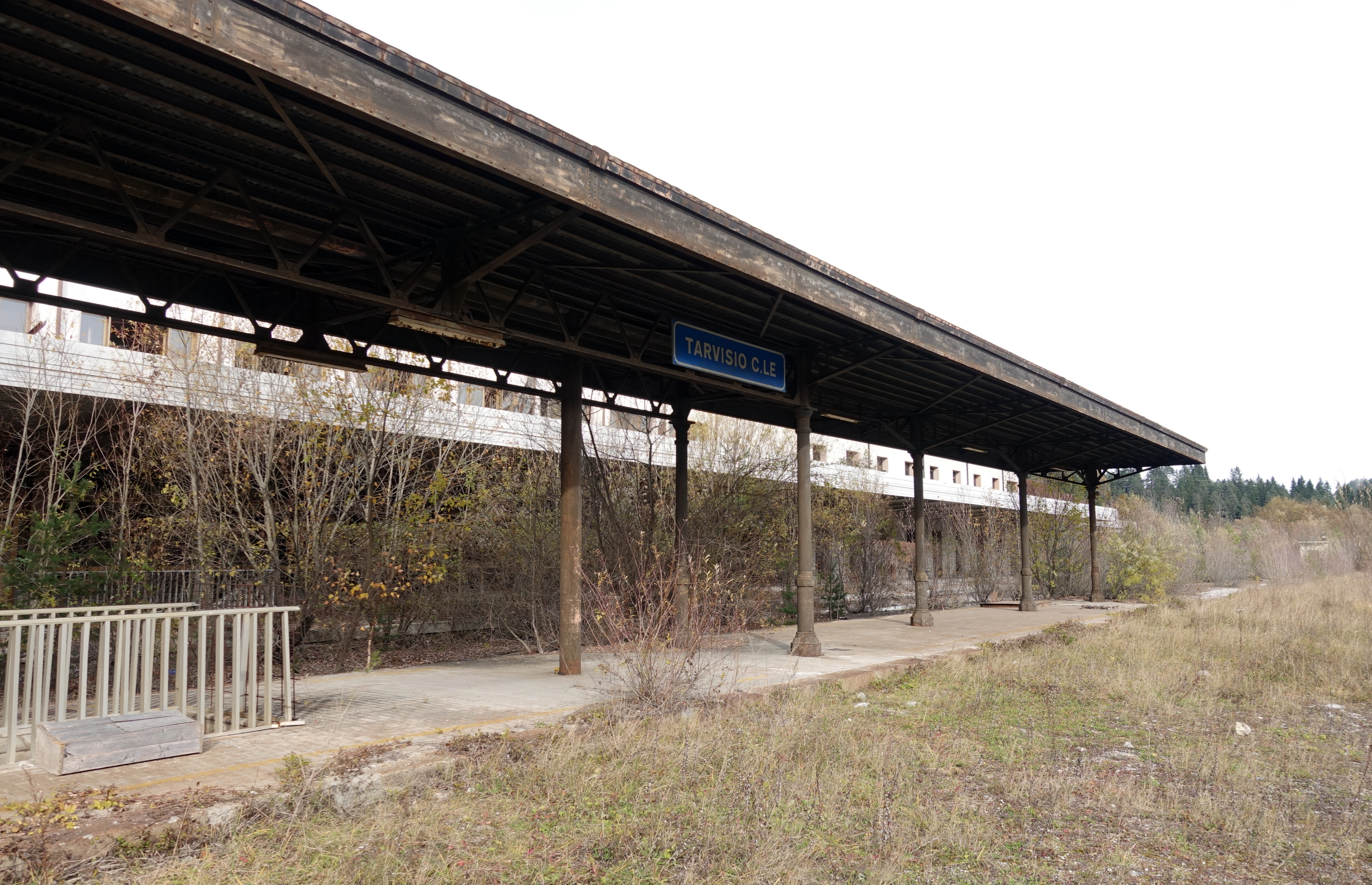
Ehem. Bahnhof Tarvisio Centrale

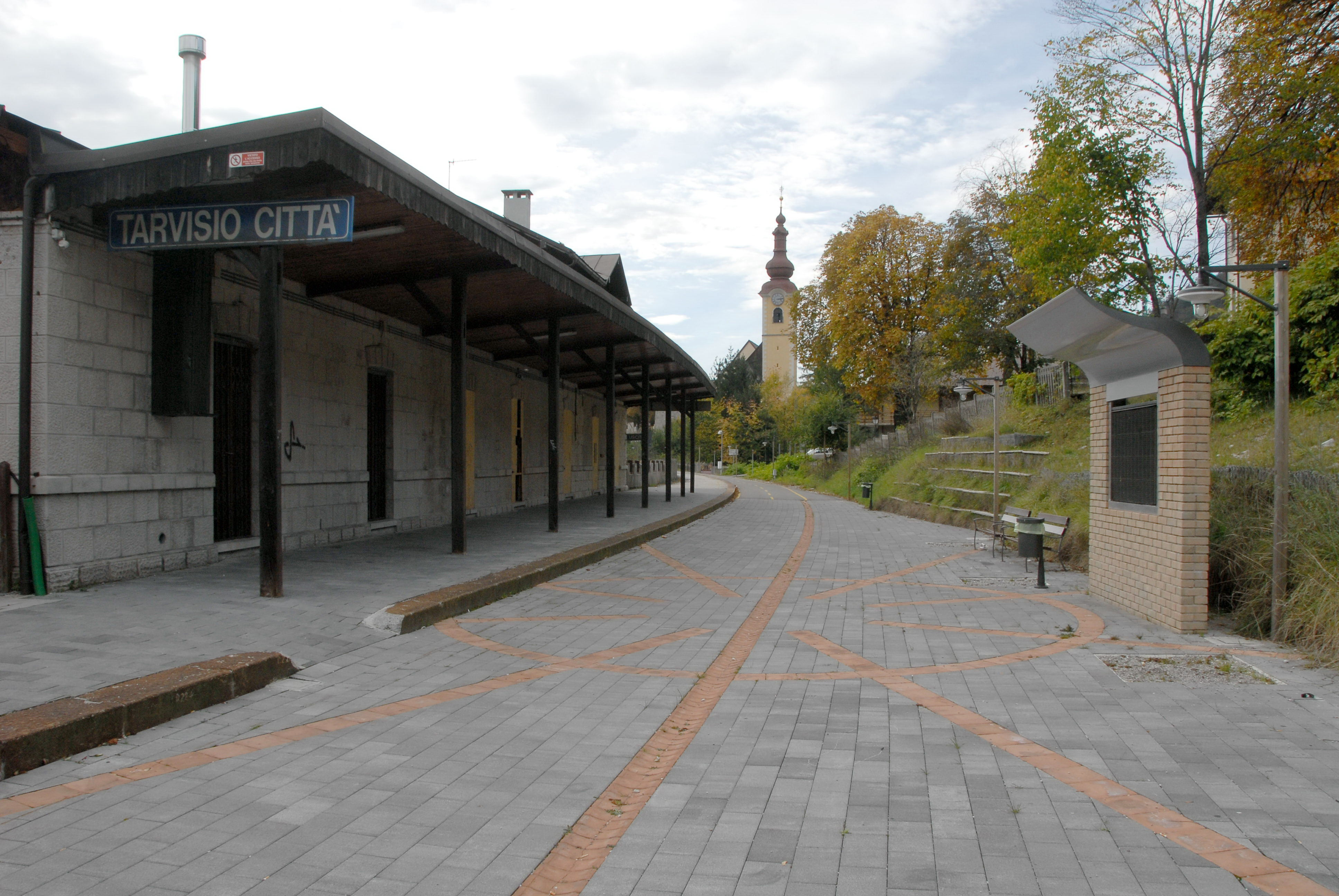
Neu erbauter Radweg auf der alten Strecke in der ehemaligen Haltestelle Tarvisio Città

Nach der Eröffnung der Neubaustrecke ist die alte Trasse im Kanaltal und Eisental entlang des Flusses Fella stillgelegt worden. Teile der alten Bahntrasse werden nach und nach zu einem Radweg ausgebaut. Zwischen der Staatsgrenze in Thörl-Maglern und dem ehemaligen Bahnhof Tarvisio Centrale wurde der Radweg jedoch aufgrund der zu sanierenden Tunnel etwas weiter nördlich erbaut und benutzt teilweise bestehende Straßen.

### Streckenverlauf
Der ursprüngliche Trassenverlauf im zunächst flachen Gelände nördlich von Udine wurde beim Ausbau bis Carnia weitgehend beibehalten; Linienverbesserungen gab es allerdings bei Tricesimo (Streckung mit Tunnel), Tarcento und vor Gemona del Friuli im Rahmen der Querung des Torrente Orvenco. Nördlich von Gemona wurde die in offener Bauweise im östlichen Talabschnitt des Tagliamento angelegte Bestandsstrecke praktisch vollständig aufgelassen, damit die Zweigleisigkeit hergestellt werden konnte.
Nördlich des Bahnhofs Carnia – hier strebt die Neubaustrecke geradewegs über die Fella in den Monte Palis hinein – hielt sich die Trasse reich an Kunstbauten an die südliche Talflanke der Fella und ist gut erhalten. Nunmehr bereits deutlich vor Resiutta verläuft der Alpe Adria Radweg auf dem Planum der alten Bahnstrecke, die sich weiterhin bis zur Überbrückung des Flusses vor Chiusaforte zusammen mit der Staatsstraße Strada Statale 13 und der Autostrada A23 an die südlichen Talhänge hält. Flussaufwärts gelangt der Radweg neuerlich über die Fella in östliche Hanglage und überbrückt in Dogna hoch über dem gleichnamigen Fluss das tief eingekerbte Seitental. Nördlich davon die nächste vergleichsweise hohe Talquerung auf der Ponte di Muro bei Pietratagliata an die westlichen Bergflanken.
Schließlich wird Pontebba und damit die alte Grenze – vor 1919 – zu Österreich-Ungarn erreicht. Hier besteht im Bahnhofsbereich eine Weiternutzung durch die Neubaustrecke und bis Bagni di Lusnizza auch der frühere Verlauf an der Nordseite der Fella. Abermals gelangte die Trasse hier auf die Südseite des Flusses, wo ein weiterer kurzer Parallelverlauf mit der neuen Strecke im (nicht originalen) Bahnhof Ugovizza-Valbruna besteht. Nach Überwinden der Talwasserscheide an der Sella di Camporosso (Saifnitzer Sattel) wurde an der nördlichen Talflanke, nach Durchmessung des gleichnamigen Ortes und Passieren der Haltestelle Tarvisio Città der heute aufgelassene Grenzbahnhof Tarvisio Centrale erreicht. Richtung Österreich ging es dann weiter auf der Rudolfsbahn.

## Zugbetrieb

### Personenverkehr
Seit der Eröffnung der Neubaustrecke war die Zahl der Reisezüge zunächst rückläufig. Gab es bis zum Fahrplanwechsel im Juni 2001 noch bis zu sechs internationale Fernreisezüge, so waren es im Fahrplan 2011 nur noch zwei Nachtreisezüge pro Richtung. Seit dem Sommerfahrplan 2012 gibt es je ein Zugpaar am Morgen und ein Zugpaar am Abend, das von Villach nach Udine und retour fährt. Es handelt sich hier um ein EU-Projekt zwischen der FUC (Ferrovie Udine-Cividale), die im Besitz des Landes Friaul-Julisch Venetien ist, und der ÖBB. Das Wagenmaterial wird von der ÖBB zur Verfügung gestellt, die Lokomotive (Siemens ES64U4) stellt die FUC. Tagsüber kommen als Erweiterung der internationalen Zugverbindungen Intercitybusse der ÖBB zum Einsatz, die zum Schienentarif angeboten werden. Im Bereich zwischen Udine und Carnia verkehren wesentlich mehr Zugpaare, nachmittags sogar in einem annähernden Stundentakt (2009).
Ab Dezember 2013 gab es mit dem EuroCity-Paar 30/31 wieder einen durchgehenden Fernverkehrszug zwischen Wien und Venedig. Die Garnitur bestand bis Dezember 2017 aus einer ÖBB 1216 und fünf Fernverkehrswagen. Sie wurde von den ÖBB gestellt und von Trenord betrieben. Seit Dezember 2017 verkehrt mit dem Railjet 132/133 eine zweite Tagesverbindung zwischen Wien und Venedig. Zeitgleich wurden die EuroCity 30/31 auf Railjet (neue Zugnummer RJ 130/131) umgestellt. Bis Anfang des Jahres 2019 durften die eigentlich als Wendezüge konzipierten Railjets auf italienischer Seite noch nicht mit Steuerwagen voraus verkehren, weswegen die Züge von Wien bis Venedig und retour vom Triebfahrzeug gezogen wurden. Nach einer Einführungsphase in den Monaten Jänner und Februar 2019, während der unter anderem auch die notwendigen Schulungen des Lokpersonals durchgeführt wurden, begann im März 2019 der reguläre Wendezugbetrieb mit aktiviertem Steuerwagen in Fahrtrichtung Wien.

### Güterverkehr
Im Güterverkehr wird die Strecke durch internationale Züge der Relation Österreich–Italien und durch Verschubgüterzüge von und nach Osoppo befahren. Den überwiegenden Teil der Güterzüge stellen die gemischten Züge von Villach Süd Großverschiebebahnhof nach Cervignano del Friuli, Bologna, Mailand und Neapel dar. Weiters verkehren an Werktagen mehrmals täglich Kesselwagenzüge für Treibstoffe zu den Seehäfen in Triest und Venedig. Mit Neuwagen beladene Züge von den Fiat-Werken in der Tschechischen Republik nach Verona, Fossacesia und Turin nutzen ebenfalls die Strecke. Auch Stahlzüge von Cittadella zu den Werken der Voestalpine AG in Linz befahren die Strecke. Hinzu kommen noch die Züge der Rollenden Landstraße von Salzburg nach Triest.

### Fahrzeugeinsatz
Gegenwärtig kommen auf der Strecke im Personenfernverkehr die Baureihen E.444, E.656 und E.402A zum Einsatz, während die in den letzten Jahren des 20. Jahrhunderts noch im Personenfernverkehr eingesetzte Baureihe E.652 seit der Eröffnung der Neubaustrecke vermehrt im Güterverkehr eingesetzt wird. Den Personennahverkehr erbringen gegenwärtig die Triebwagen der Reihen Minuetto ALe 501/502 und ALe 801/940. In Tagesrandlage kommen weiterhin mit der Baureihe E.464 bespannte Züge zum Einsatz. Ab der zweiten Hälfte des 20. Jahrhunderts bis kurz vor der Einstellung der alten Trasse verkehrten im Personennahverkehr größtenteils Triebwagen der Reihe ALe 840. Im Güterverkehr kommen vorrangig die Baureihen E.405, E.412, E.652 und E.655 zum Einsatz. Ab dem Jahr 2007 wurden die Trenitalia-Baureihen E.412 und die ÖBB-Reihe 1216 im grenzüberschreitenden Verkehr vor gemischten Güterzügen von und nach Cervignano del Friuli und den Zügen der Rollenden Landstraße von und nach Triest eingesetzt, aufgrund der fehlenden SCMT-Ausrüstung der ÖBB-Baureihe endete der Einsatz im Jahr 2008 jedoch bereits wieder. Seit Anfang 2009 kommt bei einem vom privaten Eisenbahnverkehrsunternehmen Linea s.r.a. geführten Güterzug von San Stino di Livenza nach Villach und zurück eine Lokomotive der Baureihe 186 im Gesamtlauf zum Einsatz.